# Husovy sady (Praha)
Husovy sady jsou park v Košířích v Praze 5, v sousedství Vrchlického ulice. Jsou jedním z parků v Česku pojmenovaných po mistru Janu Husovi.

## Popis
Husovy sady leží na severním svahu košířských vrchů. Na jihu je ohraničují ulice U Blaženky, Nad Popelkou a Na Věnečku, na severní straně vede podél nich frekventovaná ulice Vrchlického.

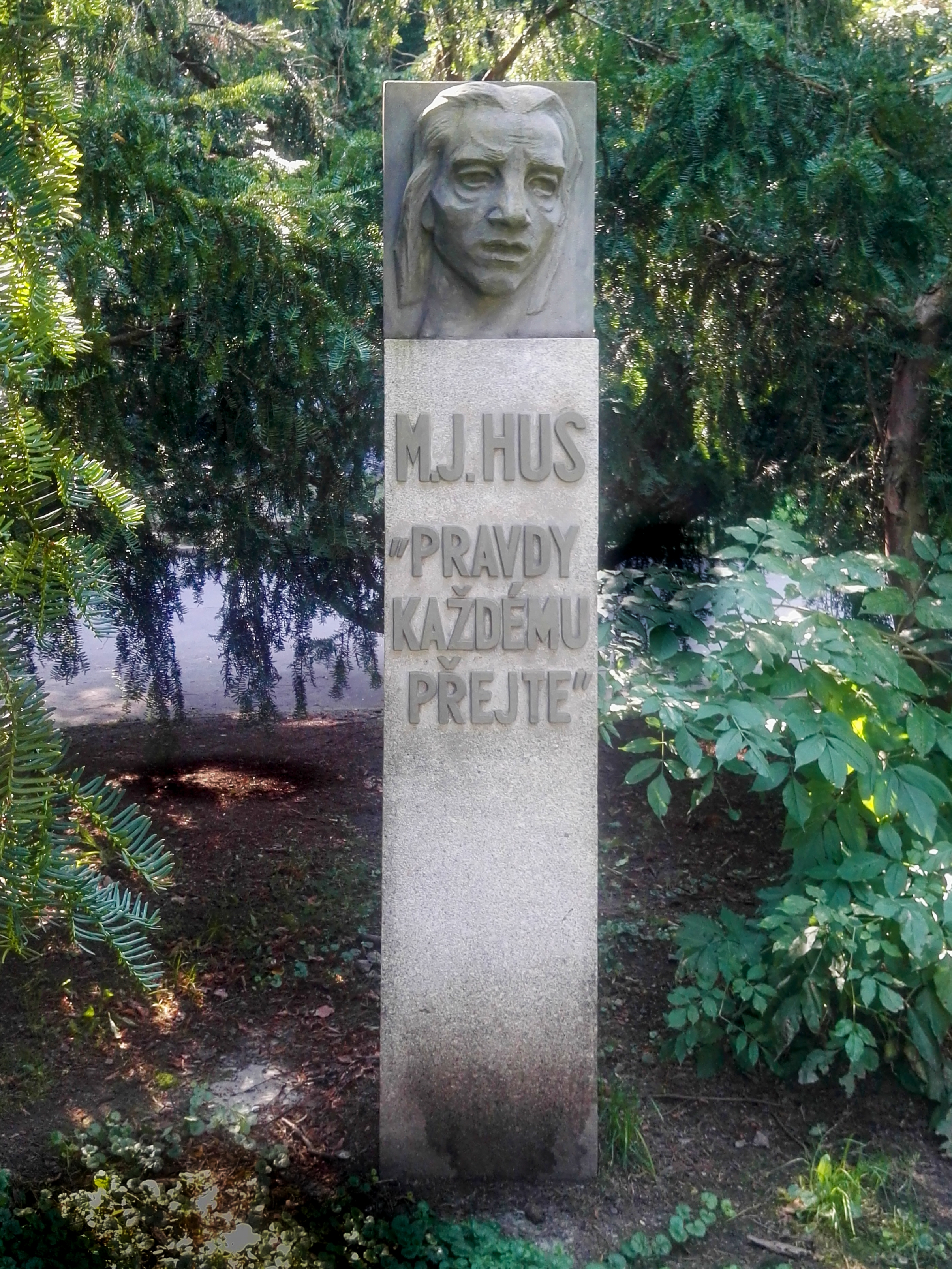
Husův pomníček

V severnější spodní části je park rovinatý, se vzrostlými lipami a keři. V této části je pomník Jana Husa z roku 1927, tvořený hranolovým pylonem podle návrhu architekta Aloise Wachsmanna, na němž je reliéf Husovy hlavy od sochaře Karla Pokorného. V této části je také dětské hřiště a vodní pramen nazývaný Husovka.
Na východní straně sousedí park s bývalou usedlostí Popelka, z níž se dochovaly zbytky salla tereny a barokní brány.
Cesty vedou zpevněným svahem k hořejší jižní části parku, označované jako Černý vrch, kde je rovněž travnatá plocha s lavičkami a dětské hřiště.